# 1988 TT
1988 TT är en asteroid i huvudbältet som upptäcktes den 13 oktober 1988 av de båda japanska astronomerna Seiji Ueda och Hiroshi Kaneda i Kushiro.
Asteroiden har en diameter på ungefär 8 kilometer och den tillhör asteroidgruppen Eos.